# 启尔德
启尔德（英語：Omar Leslie Kilborn；1867年11月20日—1920年5月18日）加拿大英美会传教士，成都福音医院（成都市第二人民医院的前身）和华西协合大学的开创者之一。

## 生平
启尔德出生于加拿大。获加拿大金斯顿王后大学医学博士学位后，1891年加入加拿大英美会（Canadian Methodist Mission）差会，成为一名医学传教士前往中国。与启尔德同行的在华的第一批传教士，包括牧师赫斐秋（Virgil Chittenden Hart，1840年-1904年，原属美国美以美会）夫妇，传教士何忠义（George Everson Hartwell）夫妇，司徒芬孙（David W. Stevenson）夫妇等，共计9人。他们抵达上海后，换乘小轮，抵达宜昌后，又换乘木船，穿越三峡，经过数月行程，1892年初终于抵达成都。他们在成都东门的四圣祠街创办四川第一所西医院--福音医院和四聖祠礼拜堂（今恩光堂）。
1895年5月28日端午节，按照民俗，有数百人聚集在成都东较场“打李子”。这时，声称外国人把中国小孩拐进教堂的谣言在人群中迅速传开。人群包围并捣毁四圣祠教堂、福音医院和传教士的住宅，启尔德持枪出门对空鸣放，与妻儿逃走。这次“成都教案”很快波及十余州县，共计七十多座教堂被毁。年末教案平息，启尔德从上海返回成都后，1896年在原址重建福音医院。1902年，四川红灯教又捣毁四圣祠礼拜堂。1905年，教会获得清政府赔款，1907年建成一幢四层楼的医院。1914年，医院更名为仁济医院。
1910年3月11日，华西协合大学正式开课，启尔德担任董事会第一任主席。1914年，启尔德创建了华西协合大学医科，并讲授化学、生理等课程。同年又开设仁济医院护士学校。启尔德在四川各地开设仁济医院，最终达到11家。1917年在華西協合大學出版四川話教材《華西第一年學生用中文教材》。1919年，启尔德回到加拿大休假，因肺炎病故。

## 家庭
- 原配妻子：詹妮·福勒（Jane Fowler），1891年结婚后一同前往中国传教，1892年抵达成都两个月后，因霍乱病故。
- 继室：启希贤（Retta Gifford Kilborn）博士，1893年来华传教并结婚，1896年在惜字宫创立仁济女院。
- 儿子：启真道（Leslie Gifford Kilborn），1895年4月7日出生在嘉定府（今乐山市），1922年从加拿大学成返回华西坝从事医学教育工作，并于1936年-1943年、1946年-1947年、1948年-1950年三度担任华西协合大学医学院院长、医牙学院总院长。